# 若獅子戦 (麻雀)
若獅子戦（わかじしせん）は、（株）JPMLが主催、日本プロ麻雀連盟が大会運営、龍龍と日本プロ麻雀連盟チャンネルの協力で開催している麻雀のタイトル戦。

## 概要
次世代スターの発掘を目的として、参加資格を29歳以下の日本プロ麻雀連盟所属の男性プロ雀士と限定して2021年に女性プロ雀士限定の桜蕾戦と共に創設された。半年で1期として開催され、ルールは奇数期がWRCルール、偶数期は連盟公式ルールで行われるのが特徴である。

## 方式
- 一次予選

トライアル形式で4回戦行い、プラス者＋0～3名が勝ち残り、更に1半荘行い、上位48名が二次予選に進出。
- 二次予選

トライアル形式で4回戦行い、上位24名が勝ち残り、更に1半荘行い、上位12名がベスト16に進出、
過去に推薦を受けていない者の中から4名が推薦でベスト16に進出。
- ベスト16以降

各組4半荘行い、上位2名が次のラウンドに進出するトーナメント方式で、決勝のトータルトップ者が優勝となり、優勝賞金として50万円が授与される。

## 結果
| 期    | 年度   | 優勝       | 2位        | 3位      | 4位      |
| ----- | ------ | ---------- | ---------- | -------- | -------- |
| 第1期 | 2021前 | 阿久津翔太 | 岡崎涼太   | 澤谷諒   | 中村文哉 |
| 第2期 | 2021後 | 松本峻     | 上田稜     | 福田雄大 | 野村駿   |
| 第3期 | 2022前 | 早川健太   | 渡邉浩史郎 | 村上玲央 | 佐藤孝行 |
| 第4期 | 2022後 | 笠原拓樹   | 岡崎涼太   | 渡辺史哉 | 梅本翔   |
| 第5期 | 2023前 | 貝原香     | 高橋大輔   | 山本祐輔 | 田中祐   |
| 第6期 | 2023後 | 加藤拓海   | 澤谷諒     | 堀田翔平 | 島崎涼   |
| 第7期 | 2024前 | 村上玲央   | 浦野修平   | 仁科優太 | 鈴木誠   |